# Piment cabri
Pour les articles homonymes, voir Cabri (homonymie).

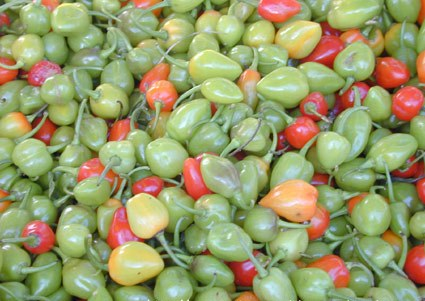
Des Piments Cabri de La Réunion.

Le piment cabri est un des piments réunionnais. C'est une variété de piment habanero. On le reconnaît par sa forme ovale ressemblant à celle d'une fraise et sa senteur sauvage. Dans la mesure de la  force des piments, échelle simplifiée de Scoville, il est classé à un degré 10, le degré maximal. Ce piment extrêmement fort doit préférablement être cueilli avant d'atteindre une couleur rougeâtre afin de pouvoir être consommé de manière idéale.

## Propriétés
Très apprécié par les réunionnais, il permet de relever les carris ou rougails.